# Ghagiel
Ghagiel (Zogiel, Oghiel, Jaigidel, o Chaigidel) es el nombre de la qlipáh una de  las "cáscaras" impuras del Árbol de la Vida de la Cabalá, y se asocia con la sefirá Jojmá (Chokmah). Está ligado a la ilusión, el caos y el conocimiento falso. Se le relaciona con la "falsa sabiduría" y con la confusión generada por ideas corruptas. Ghagiel es el reflejo distorsionado de la verdadera sabiduría, llevando al engaño intelectual.
Ghagiel mantiene un mundo de ilusión y mentiras. De forma similar al concepto de maya en el hinduismo, Ghagiel actúa como un velo o barrera para la comprensión de la realidad última.
Como, Chokmah es la sefirá correspondiente a lo creativo, a lo subjetivo. Si Chokmah no es balanceada con Binah, se mantiene orgullosa, irrestricta, y dará lugar a Ghagiel. 
En demonología, son descritos como demonios gigantes negros con serpientes entrelazadas a su alrededor; están sujetos a las cosas materiales, en oposición a aquellos que son realidad y sabiduría. Sus regentes serían Belial y/o Belcebú.